# AIM-7 Sparrow
Pour les articles homonymes, voir Sparrow.
Ne doit pas être confondu avec Sparrow (missile).
L'AIM-7 Sparrow est un missile air-air à moyenne portée à guidage radar semi-actif fabriqué par la firme américaine Raytheon. Mis en service dans les années 1950, il est actuellement peu à peu remplacé par le plus performant AIM-120 AMRAAM, après avoir été fabriqué à plus de 60 000 exemplaires. En 1967 est apparue une version pouvant être tirée depuis un navire : le missile mer-air RIM-7 Sea Sparrow.
L'AIM-7 est crédité d'au moins 50 avions ennemis abattus pendant la guerre du Viêt Nam, auxquels il faut ajouter 26 autres pendant la guerre du Golfe.

## Historique
La conception de ce missile a commencé en 1947, à la suite d'un appel d'offres de l'United States Navy. Développé alors par la société Sperry Corporation, le premier modèle AAM-N-2 Sparrow I (AIM-7A) à guidage optique est testé à partir de 1948. Des problèmes de mise au point retardent son entrée en service jusqu'en 1952. Peu performante, cette version n'est construite qu'à 2 000 exemplaires et rapidement réformée. Une version AAM-N-3 Sparrow II (AIM-7B) à guidage radar actif est proposée par la société Douglas au milieu des années 1950. L'US Navy se retire cependant du projet dès 1956, et l'abandon de l'intercepteur canadien Avro CF-105 Arrow (qui devait emporter ce missile) entraîne l'arrêt définitif des développements en 1958.
La société Raytheon, qui a entretemps racheté l'usine produisant le Sparrow I, propose en 1955 un Sparrow III (AIM-7C) à guidage radar semi-actif. Cette version entre en service en 1958, suivie dès l'année suivante par une version AIM-7D avec une portée et une protection contre le brouillage toutes les deux améliorées.
En 1963 apparaît la première version fabriquée en masse (25 000 exemplaires) : l'AIM-7E qui dispose d'un nouveau système de propulsion augmentant nettement sa portée (jusqu'à 35 km). La première victoire en combat aérien est obtenue le 7 juin 1965, lorsque des F-4 Phantom II américains abattent deux MiG-17. Dans le contexte de la guerre du Viêt Nam, l'AIM-7E montre cependant rapidement ses limites, avec une probabilité d'atteinte de la cible estimée d'à peine 10 %. Beaucoup des missiles perdent leur accrochage lors du tir ou n'arrivent pas à suivre leur cible si elle manœuvre brutalement, et les pilotes terminent généralement leurs engagements dans des combats à courte distance au canon ou avec des AIM-9 Sidewinder. Diverses améliorations sont alors apportées à partir de 1969.
Le AIM-7E pouvait abattre un avion de ligne ou un bombardier lourd à 45 km mais devait être tiré à un maximum d'environ 15 km pour avoir des performances cinématiques suffisantes pour engager un chasseur.
La version AIM-7F est fabriquée à partir de 1975. Le système de propulsion est à nouveau changé pour augmenter la portée, tandis que le système de guidage est entièrement modernisé (notamment pour être compatible avec les nouveaux radars) et la charge militaire augmentée. Cette version est remplacée en 1982 par l'AIM-7M (avec un système de guidage à nouveau complètement modernisé, notamment pour le tir sur des cibles se trouvant à une altitude inférieure à celle du lanceur) puis par l'AIM-7P à partir de 1987. 40 victoires aériennes ont été remportées par les alliés pendant la guerre du Golfe de 1991, dont 27 par des missiles AIM-7M.
Une version AIM-7R, avec un guidage infrarouge pour la phase finale, a été abandonnée en 1996.
La production totale dépasse 62 000 exemplaires pour l'AIM-7, tandis que les différentes versions du RIM-7 Sea Sparrow ont été construites à plus de 9 000 exemplaires.

## Dotations militaires
- Allemagne de l'Ouest/ Allemagne
- Arabie saoudite
- Australie
- Belgique
- Canada
- Corée du Sud
- Espagne[2]
- Danemark
- Égypte
- Finlande
- États-Unis
- Japon
- Israël
- Italie
- Royaume-Uni
- Koweït
- Malaisie

## Sources
- (en) Le missile Sparrow sur l'Encyclopedia Astronautica
- (en) Le missile Sparrow sur GlobalSecurity.org